# Aulonemia ramosissima
Aulonemia ramosissima är en gräsart som först beskrevs av Eduard Hackel, och fick sitt nu gällande namn av Mcclure. Aulonemia ramosissima ingår i släktet Aulonemia och familjen gräs. Inga underarter finns listade i Catalogue of Life.